# ロイコペラルゴニジン
ロイコペラルゴニジン（Leucopelargonidin）はロイコアントシアニジンに分類される無色の化合物である。ビルマネムに含有されるほか、カシューナットノキの果実、ビンロウの果実、ガマハダダイフウシの果実、Rumex hymenosepalus の根茎、トウモロコシの根茎、ナツメの根茎に含まれる。
(+)-ロイコペラルゴニジンは (+)-アロマデンドリンを水素化ホウ素ナトリウムを用いて還元することにより得られる。

## 代謝
ジヒドロケンペロール-4-レダクターゼはシス-3,4-ロイコペラルゴニジンとNADP+から (+)-アロマデンドリン、NADPH、H+を生成する。
ロイコアントシアニジンレダクターゼはシス-3,4-ロイコペラルゴニジンをアフゼレキンに変換する。